# Botatulán II
Botatulán II är en ort i Mexiko.   Den ligger i kommunen Chamula och delstaten Chiapas, i den sydöstra delen av landet, 700 km öster om huvudstaden Mexico City. Botatulán II ligger 2 438 meter över havet och antalet invånare är 255.
Terrängen runt Botatulán II är kuperad åt nordost, men åt sydväst är den bergig. Botatulán II ligger uppe på en höjd. Runt Botatulán II är det tätbefolkat, med 550 invånare per kvadratkilometer. Närmaste större samhälle är San Cristóbal de las Casas, 12,7 km sydost om Botatulán II. I omgivningarna runt Botatulán II växer huvudsakligen savannskog.